# Higobashi (metropolitana di Osaka)
Higobashi (肥後橋駅?, Higobashi-eki) è una stazione della Metropolitana di Osaka situata nel centro della città, nel quartiere di Nishi-ku. Presso la comunicante stazione di Watanabebashi è possibile anche utilizzare i servizi della linea principale Keihan.

## Struttura
La stazione è dotata di due marciapiedi con due binari sotterranei.
| 1 | Linea Yotsubashi |  | Per Namba, Daikokuchō e Suminoekōen |
| 2 | Linea Yotsubashi |  | Per Nishi-Umeda                     |

## Stazioni adiacenti
| «                | Servizio         | »                |
| Linea Yotsubashi | Linea Yotsubashi | Linea Yotsubashi |
| ---------------- | ---------------- | ---------------- |
| Nishi-Umeda      | Locale           | Hommachi         |